# Irina Baianț
Irina Baianț (n. 9 februarie 1990, București, România) este o soprană română.

## Biografie

### Studii
Irina Baianț a urmat studii de pian de la vârsta de 3 ani. A absolvit Liceul de muzică „George Enescu”, unde a studiat pianul și canto clasic, sub îndrumarea sopranei Liliana Dumitrache. Și-a continuat pregătirea la Conservatorul „Ciprian Porumbescu” cu profesorul Ionel Voineag. Compozitorul și dirijorul Vladimir Cosma a remarcat talentul Irinei și i-a devenit, la rândul său, mentor, dezvoltând o colaborare permanentă. 

### Carieră
A debutat ca soprană în data de 4 noiembrie 2010 pe scena Teatrului Național de Operetă „Ion Dacian” din București în rolul Adelei din Liliacul de Johann Strauss. A urmat apoi rolul Stasi din opereta Silvia de Emmerich Kálmán, unde a interpretat sub bagheta lui Stauróczky Balázs. Au urmat și alte titluri de operetă care au consacrat-o pe scenele instituțiilor de specialitate din țară, ca apoi să debuteze în operă, în Carmen de Georges Bizet, unde a interpretat rolul Micaela. 
În 2015 a debutat în rolul titular feminin (Christine Daaé) din Fantoma de la Operă, în producția din România, ce i-a adus apoi o bursă de studii la Londra și debutul în Fantoma de la Operă, producția originală din West End.
În România a mai interpertat și rolul Elizei Doolittle din My Fair Lady. A susținut turnee de operă și concerte în China, Coreea de Sud, Egipt, Franța,Germania, Italia, Spania, Belgia, Turcia, Rusia, Ucraina, Polonia și a colaborat cu artiști naționali și internaționali, fiind invitată la festivaluri de Film și Musical, ambasade și evenimente de înalt protocol de-a lungul timpului. A concertat alături de Jarouski, Mirella Freni, Alessandro Safina, Marina Mamsivria, Pierre Richard, Greg Zlap, Richard Sanderson, Gheorghe Zamfir.
A colaborat cu Teatro alla Scala, Garnier Opera, Opera din Cairo, Alte Oper Frankfurt, Filarmonica din Berlin, Teatrul din Padova, Opera din Seul, Opera din Beijing, Opera din Shenzen, Opera din Marsilia, Teatrul Bolșoi, Her Majesty's Theatre, Covent Garden. A fost invitată a Prințesei Stephanie de Monaco în parteneriatele educaționale și culturale pe care prințesa le-a avut cu România, în susținerea lor și concertare în evenimentele organizate.
Începând din anul 2023, soprana a organizat anual concertul Illuminarium la Sala Palatului din București.

## Recunoaștere
Activitatea Irinei Baianț pe scenele de operă și operetă a fost recunoscută prin premii și distincții la mai multe concursuri internaționale, printre care Reine Elisabeth - Belgia, Regine Crespin - Franța, Leila Gencer - Turcia, Hariclea Darclée - România, Le Grand Prix de l'Opera și altele.
În 2010 Irina Baianț a obținut Premiul pentru Debutul Anului, la început de carieră, oferit de Uniunea Criticilor și Muzicologilor din România.